# Synagoga w Morawskiej Ostrawie
Synagoga w Morawskiej Ostrawie – nieistniejąca synagoga znajdująca się w Morawskiej Ostrawie (dziś część miasta Ostrawa).
Synagogę w stylu mauretańskim zaprojektował Franz Böhm. Kamień węgielny został położony 20 maja 1879. Budowla została ukończona 15 września tego samego roku. Jej cechą charakterystyczną były baniaste kopuły zwieńczone sześcioramiennymi gwiazdami. Otwarcia dokonał starosta powiatowy Richter.
W okresie międzywojennym rozpisano konkurs dla młodych artystów na przebudowę fasady. W 1934 zrealizowano zwycięski projekt praskich architektów, którzy zaplanowali gładką powierzchnię z symbolem prawa bożego.
W nocy z 12 na 13 czerwca 1939 synagoga została spalona, a pod koniec sierpnia 1939 nadzór budowlany wydał nakaz jej rozbiórki. Prace rozbiórkowe rozpoczęły się w listopadzie 1939, a zakończyły latem 1940.
Dziś synagogę upamiętnia tablica znajdująca się przy bocznym wjeździe do domu handlowego Prior.